# Piazza dell'Orologio
Piazza dell'Orologio (in passato chiamata anche piazza dei Rigattieri e piazza di Monte Giordano) è una piazza situata tra via dei Banchi Nuovi e via del Governo Vecchio, e via di Monte Giordano a Roma nel rione Ponte.

## Storia
Il nome della piazza deriva dall'orologio posto sulla torre del convento dei Filippini, costruita da Francesco Borromini nel 1648, sotto il quadrante dell'orologio, è collocato un mosaico opera di Pietro da Cortona raffigurante la "Madonna della Vallicella".

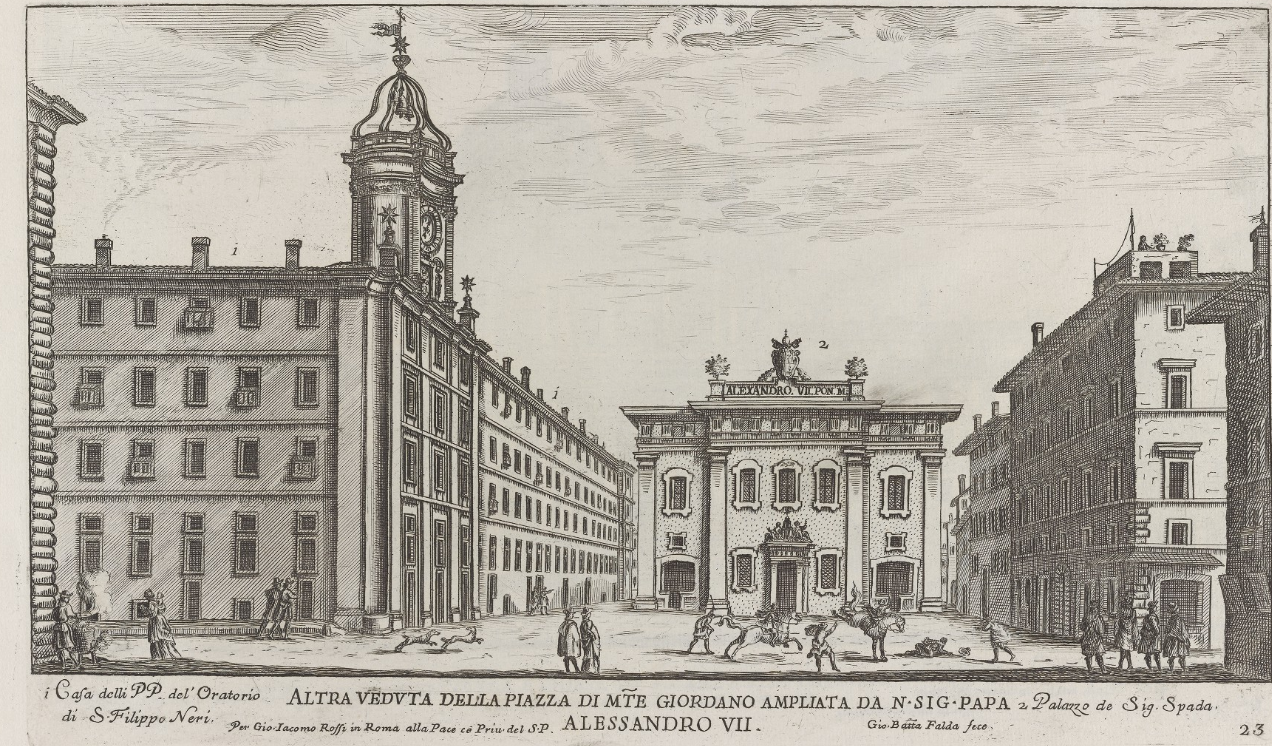
Piazza di Monte Giordano in un'illustrazione di Giovanni Battista Falda del 1665

Sulla piazza prospetta anche il Palazzo Bennicelli, costruito per volontà del monsignor Virginio Spada,  per destinarlo a sede del Banco di Santo Spirito, che incaricò del progetto il Borromini. I lavori iniziati nel 1660 ma, due anni dopo alla morte del monsignore, la sede del Banco fu costruita altrove ed il palazzo rimase di proprietà degli Spada. Il palazzo nella forma attuale è il risultato di un rimaneggiamento, operato verso la fine del XIX secolo da Gaetano Koch per i conti Bennicelli, che lo avevano acquistato dagli Spada. 
Nella piazza dell'Orologio ha sede la Biblioteca Comunale Centrale dell'Orologio, la Casa delle Letterature, l'Archivio Storico Capitolino e l'Istituto storico italiano per il Medio Evo, questi ultimi tre si trovano all'interno dell'Oratorio dei Filippini.